# Centrotoclytus quadridens
Centrotoclytus quadridens là một loài bọ cánh cứng trong họ Cerambycidae.